# أوكتافيا هيل
أوكتافيا هيل (3 ديسمبر 1838-13 أغسطس 1912) مصلحة اجتماعية إنجليزية، تركز اهتمامها على رفاهية سكان المدن، وخاصة لندن، في النصف الثاني من القرن التاسع عشر. ولدت في عائلة من المفكرين والمصلحين الراديكاليين مع التزام شديد بالتخفيف من حدة الفقر، ونشأت هي نفسها في ظروف صعبة بسبب الفشل المالي لأعمال والدها. بدأت العمل في سن الرابعة عشر من أجل رفاهية الفئة العاملة، دون أن تكمل تعليمها الرسمي.
شكلت هيل قوة محفزة لتطوير الإسكان الاجتماعي، وقد مكنتها صداقتها المبكرة مع جون راسكن من وضع نظرياتها موضع التنفيذ بمساعدة استثماره الأولي. آمنت بالاعتماد على الذات، وجعلته جزءًا أساسيًا من نظام الإسكان الخاص بها، إذ عرف مساعدوها النزلاء عندهم شخصيًا، وشجعوهم على تحسين أنفسهم. عارضت فكرة توفير البلدية للسكن معتقدة أنها فكرة بيروقراطية وغير موضوعية.
شملت اهتمامات هيل الأخرى توفير مساحات مفتوحة للفقراء. نظمت حملة ضد التنمية في الأراضي الحرجية الموجودة في الضواحي، وساعدت في الحفاظ على براح هامبستيد في لندن وبارليمنت هيل فيلدز من البناء عليها. كانت واحدة من ثلاثة مؤسسين للصندوق الوطني الذي تأسس بهدف الحفاظ على الأماكن ذات الأهمية التاريخية أو الجمال الطبيعي لإمتاع الجمهور البريطاني. كانت عضوة مؤسسة لجمعية المنظمات الخيرية (الآن مؤسسة العمل العائلي الخيرية) التي نظمت المنح الخيرية، وكانت رائدة في خدمة الزيارات المنزلية التي شكلت الأساس للعمل الاجتماعي الحديث. كانت عضوة في الهيئة الملكية لقوانين الفقراء عام 1905.
يشمل إرث هيل المقتنيات الكبيرة للصندوق الوطني الحديث، والعديد من مشاريع الإسكان التي ما تزال تعمل على خطوطها، وتقليد تدريب مديري الإسكان، ومنزل مسقط رأس أوكتافيا هيل الذي أنشأته جمعية أوكتافيا هيل في مسقط رأسها في ويسبك.

## السيرة الذاتية

### سنوات العمر المبكرة
وُلدت أوكتافيا هيل في بانك هاوس (يطلق عليه الآن اسم منزل مسقط رأس أوكتافيا هيل) في ساوث برينك في ويسبيك في جزيرة إيلي في كامبريدج شاير، وهي ابنة تاجر الذرة جيمس هيل، المصرفي السابق والذي كان من أتباع روبرت أوين، وزوجته الثالثة كارولين ساوثوود سميث. جيمس هيل كان قد ترمل مرتين، وأنجب ستة أطفال (خمس بنات وابن) من زيجاته السابقة، وكانت أوكتافيا ابنته الثامنة من الفتيات العاشرة من بين أطفاله.
تأثر جيمس هيل بكتابات التعليم بقلم ابنة الدكتور توماس ساوثوود سميث (أحد رواد الإصلاح الصحي) وأصبحت في وقت لاحق زوجة له. خطب كارولين كمربية لأبنائه عام 1832، وتزوجا عام 1835. تعطلت الحياة المريحة للأسرة بسبب مشاكل جيمس هيل المالية وانهياره النفسي. أعلن إفلاسه في عام 1840، وقدم بعدها والد كارولين هيل دعمًا ماليًا للأسرة، وتولى بعضًا من أداور هيل الأسرية.
كان ساوثوود سميث مصلحًا في مجال الصحة والرعاية الاجتماعية معنيًا بمجموعة من القضايا الاجتماعية بما في ذلك عمالة الأطفال في المناجم وإسكان فقراء الحضر. حملت كارولين هيل وجهات نظر مماثلة حول الإصلاح الاجتماعي، وأيضًا الاهتمام بالتعليم التقدمي متأثرة بيوهان هاينريشبستالوزي، وقد ألهمت خبرة ساوثوود سميث اليومية في عمله في مستشفى لندن في إيست إند أوكتافيا هيل وأكسبها الاهتمام بالفقر في لندن الفيكتورية المبكرة. لم تتلق أي تعليم رسمي، إذ تولت أمها مهمة تعليم الأسرة في المنزل.
استقرت العائلة في كوخ صغير في فينشلي، وهي الآن إحدى ضواحي شمال لندن، لكنها كانت قرية. تأثرت أوكتافيا هيل بكتاب هنري مايهيو «لندن لابور أند ذي لندن بورز» وهو كتاب يصور الحياة اليومية لسكان الأحياء الفقيرة. تأثرت بشدة بالعالم اللاهوتي والكاهن الأنجليكاني والمصلح الاجتماعي فريديريك دينيسون ماوريس، الذي كان صديقًا للعائلة. بدأت عملها لصالح فقراء لندن من خلال المساعدة في صنع الألعاب لأطفال مدرسة راجيد، وعملت سكرتيرة لصفوف النساء في كلية الرجال العاملين في بلومزبري في وسط لندن.
قبلت رابطة تعاونية توفر فرص عمل «للسيدات المنكوبات» هيل لتدريها على الرسم على الزجاج عندما كانت في الثالثة عشرة من العمر، ودُعيت في سن 14، عندما وُسع عمل الرابطة لتوفير العمل في صناعة الألعاب لأطفال مدرسة راجيد، لتولي مسؤولية غرفة العمل. عملت في العالم التالي خلال أوقات فراغها، كناسخة لجون روسكين في معرض دولويتش للفنون والمعرض الوطني. أدركت تمامًا الظروف المعيشية المروعة للأطفال الذين تحملت مسؤوليتهم في الرابطة.
قادتها آراؤها حول تشجيع الاعتماد على الذات إلى تعاونها مع جمعية المنظمات الخيرية، التي وصفها كاتب سيرة هيل، جيليان دارلي، بأنها «هيئة مثيرة للجدل تستنكر التبعية التي يغذيها العمل الخيري اللطيف غير الصارم، إذ توجب دعم الفقراء والإشراف على هذا الدعم بعناية. بدأت في وقت لاحق من حياتها الاعتقاد بأن نهج جمعية المنظمات كان قاسيًا للغاية».
كانت هيل قصيرة، مثل كل أفراد أسرتها، وغير مبالية بالموضة. كتبت صديقتها هنريتا بارنيت: «كانت صغيرة الهيئة وبجسد طويل وساقين قصيرتين. لم ترتدِ ملابسًا كالفساتين، بل ارتدت فقط ملابسًا كانت غير لائقة بلا داعٍ. كان شعرها ناعمًا وغزيرًا وملامحها متناسقة، لكن جمال وجهها كمُن في عيونها بنية اللون والتي وصفت بأنها في غاية الإشراق لدرجة تجعلها مثيرة للاهتمام عند حديثها عن أي موضوع تهتم به. كان فمها كبيرًا وكثير الحركة، لكنه لم يتحسن بالضحك. كانت الآنسة أوكتافيا فعليًا ألطف عندما تصبح شغوفة بجديتها».
تحدث بارنيت أيضًا عن نهج هيل القاس. وصفت غيرترود بيل هيل بالاستبداد. التقى بها أسقف لندن فريدريك تمبل لاحقًا في لندن، في اجتماع للمفوضين الكنسيين، وكتب: «لقد تحدثت لنصف ساعة، لم أتّلقَ مثل هذا الزخم طوال حياتي».

### إسكان الفقراء
حاول البرلمان، والعديد من الإصلاحيين المعنيين، تحسين إسكان الطبقات العاملة منذ أوائل ثلاثينيات القرن التاسع عشر. أُنشئت حركة السكن النموذجي قبل عشرين عامًا من بدء هيل العمل، وكانت اللجان الملكية والمختارة قد درست مشاكل الرفاهية الحضرية، واختيرت أول شريحة من عدة شرائح من التشريع لتحسين إسكان الطبقة العاملة. من وجهة نظر هيل، كان هؤلاء قد خذلوا أفقر أفراد الطبقة العاملة، العمال غير المهرة. وجدت أن أصحاب العقارات يتجاهلون بشكل روتيني التزاماتهم تجاه المستأجرين، وأن المستأجرين كانوا جاهلين ومضطهدين للغاية فلم يتمكنوا من تحسين حالهم. حاولت العثور على منازل جديدة على حسابها، ولكن كان هناك نقص حاد في العقارات المتاحة، وقررت هيل بأن الحل الوحيد المتاح أمامها هو أن تصبح صاحبة عقار بنفسها.
عرف جون روسكين، الذي كان مهتمًا بالرابطة التعاونية، هيل من خلال عملها كناسخة، وأعجب بها. أهانته القباحة الوحشية للأحياء الفقيرة كرجل جماليّ وإنسانيّ. ورث في عام 1865 مبلغًا كبيرًا من المال من والده، وحصل على عقود إيجار لثلاثة أكواخ من ست غرف في بارادايس بليس في مارليبون بقيمة 750 جنيهًا إسترلينيًا. نقل نعي أوكتافيا هيل، الذي نشرته صحيفة التايمز في 15 أغسطس 1912 أن هيل نفسها اعترفت «بعدم وجود الكثير من الرجال الواثقين في نجاح المشروع».